# Yijenplatycnemis huangi
Yijenplatycnemis huangi (лат.) — ископаемый вид стрекоз монотипического рода Yijenplatycnemis из семейства плосконожек (Platycnemididae). Самцы с помощью широких плоских голеней (с контрастной окраской) привлекали самок во время ухаживания. Обнаружены в меловом бирманском янтаре (около 100 млн лет; Мьянма, Юго-Восточная Азия).

## Описание
Мелкие стрекозы. Длина крыла 11—14 мм. Все голени ног экстремально расширенные, плоские (длина около 6 мм, ширина 3 мм), с двумя коричневыми полосами, придающими контрастную окраску, полустручковидной формы (кроме задних голеней, имеющих вытянутую полуокруглую форму). Предположительно, такая странная форма ног использовалась самцами во время брачного периода во время ухаживания за самками (сексуальная демонстрация). Сходные расширенные голени имеются у некоторых современных представителей семейств плосконожек (виды из родов Platycnemis, Proplatycnemis, Copera, Matticnemis, Pseudocopera) и Chlorocyphidae (род Platycypha). Самые широкие голени из них имеет вид Platycnemis phasmovolans Hämäläinen, 2003 (5,5 мм длиной и 2 мм в ширину), но и они уступают размерам голеней, обнаруженным у ископаемого собрата из бирманского янтаря. 
Вид Yijenplatycnemis huangi был впервые описан в 2017 году группой китайских палеоэнтомологов (Daran Zheng et al.), совместно с коллегами из Франции (André Nel; Muséum national d’Histoire naturelle, Париж) и Великобритании (Edmund A. Jarzembowski; The Natural History Museum, Лондон) по материалам из бирманского янтаря (возраст около 100 млн лет; Юго-Восточная Азия, Мьянма, Hukawng Valley, Kachin Province).

## Этимология
Вид Y. huangi назван в честь Хуан Ижэня (Mr Huang Yijen, 黄忆人), тайваньского коллекционера и коллектора типовой серии. Родовое название Yijenplatycnemis происходит от сочетания имени Mr Huang Yijen и родового имени Platycnemis.